# Liverpool
Liverpool [líverpul] je pristaniško mesto in metropolitansko območje v Severozahodni Angliji na vzhodnem bregu reke Mersey.
Je peto najbolj naseljeno mesto v Angliji; leta 2002 je prebivalstvo štelo 441.477 ljudi.
V 19. stoletju je bilo pristanišče drugo najbolj dejavno v Britanskem imperiju (za Londonom) in posledično je postalo eno od središč industrije. Toda v drugi polovici 20. stoletja je gospodarska pomembnost mesta upadla in danes je eno najbolj revnih območij v Združenem kraljestvu.
Mesto je znano tudi kot kulturno središče, predvsem po glasbenih skupinah popularne glasbe; med njimi so najbolj znani Beatli. Mesto pa je znano tudi po vrhunskem nogometu. Liverpool F.C. je eden najuspešnejši angleški klubov v zgodovini, ima namreč kar 18 angleških in 6 evropskih naslovov prvaka. Everton F.C. je drugi prvoligaš v Liverpoolu. Tekma med obema nasprotnikoma se imenuje Merseyside derby in velja za eno večjih rivalstev v Angliji.